# Liste der Einträge im National Register of Historic Places im Chickasaw County (Iowa)

Lage des Chickasaw County in Iowa

Die Liste der Einträge im National Register of Historic Places im Chickasaw County in Iowa führt die Bauwerke und historischen Stätten im Chickasaw County auf, die in das National Register of Historic Places aufgenommen wurden.

## Aktuelle Einträge
| [ 2 ] | Name                        | Bild                        | Eintragsdatum        | Lage                                                           | Ort                | Beschreibung |
| ----- | --------------------------- | --------------------------- | -------------------- | -------------------------------------------------------------- | ------------------ | --- |
| 1     | Chickasaw County Courthouse | Chickasaw County Courthouse | 1981 ID-Nr. 81000228 | Prospect Street Ecke Locust Avenue 43° 9′ 36″ N, 92° 18′ 49″ W | New Hampton        | 1929 im Stil der Moderne errichtetes Justiz- und Verwaltungsgebäude des Chickasaw County                                 |
| 2     | Chickasaw Octagon House     |                             | 1979 ID-Nr. 79000888 | Court Street 43° 2′ 11″ N, 92° 29′ 58″ W                       | Chickasaw Township | 1871–1874 aus Kalksteinen errichtetes achteckiges Wohnhaus; 2002 abgerissen, aber noch nicht aus dem Register gestrichen |
| 3     | George Darrow Round Barn    |                             | 1986 ID-Nr. 86001421 | County Road T76 43° 9′ 52″ N, 92° 29′ 46″ W                    | Alta Vista         | 1916 errichtete Rundscheune                                                                                              |
| 4     | John Foley House            |                             | 1979 ID-Nr. 79000889 | 511 North Locust Street 43° 3′ 52″ N, 92° 18′ 49″ W            | New Hampton        | 1875 im Italianate-Stil errichtetes Wohnhaus                                                                             |